# Gebäude des Sächsischen Staatsministeriums für Wissenschaft und Kunst

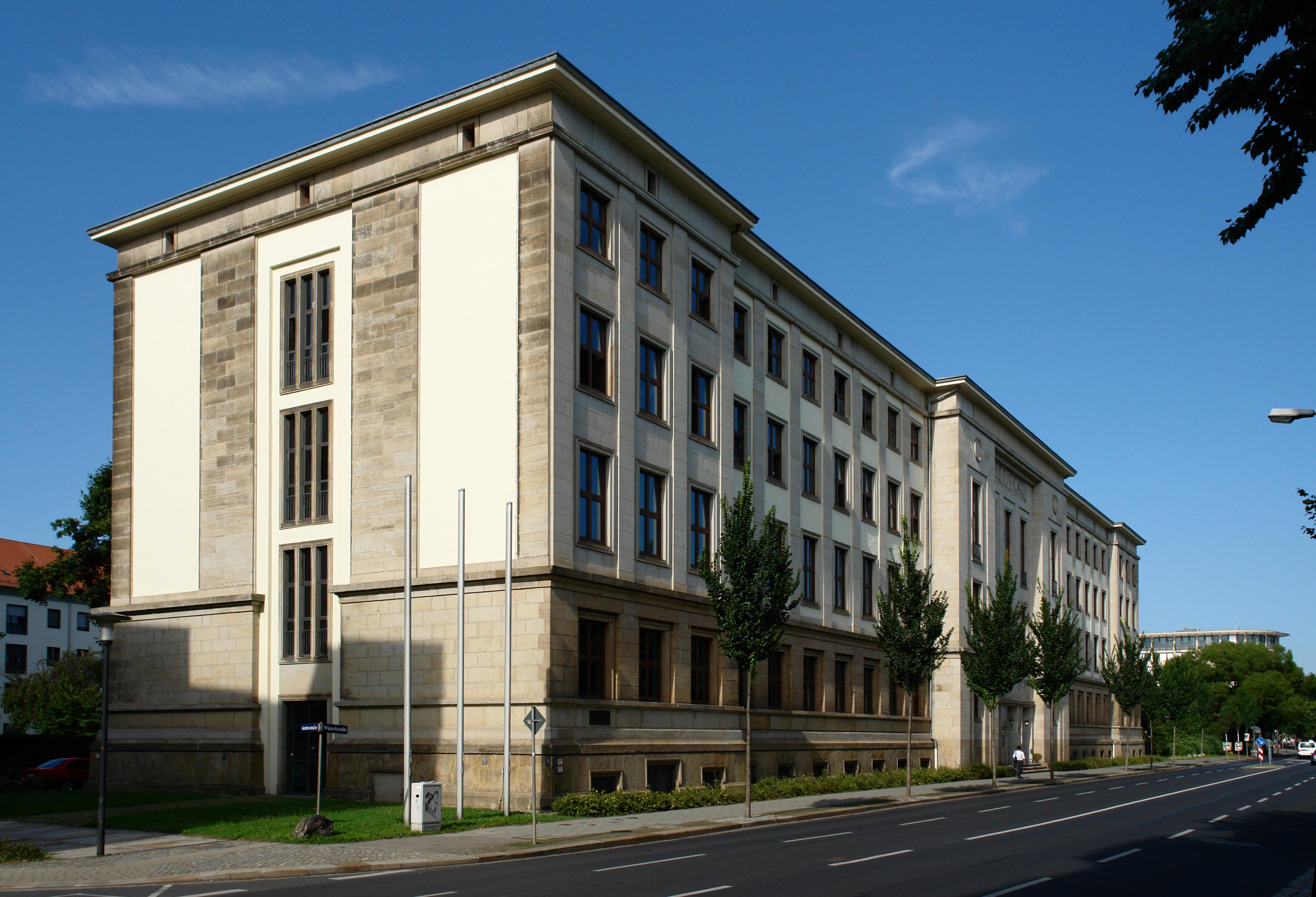
Gebäude des sächsischen Staatsministeriums für Wissenschaft und Kunst in der Wigardstraße Ecke Archivstraße

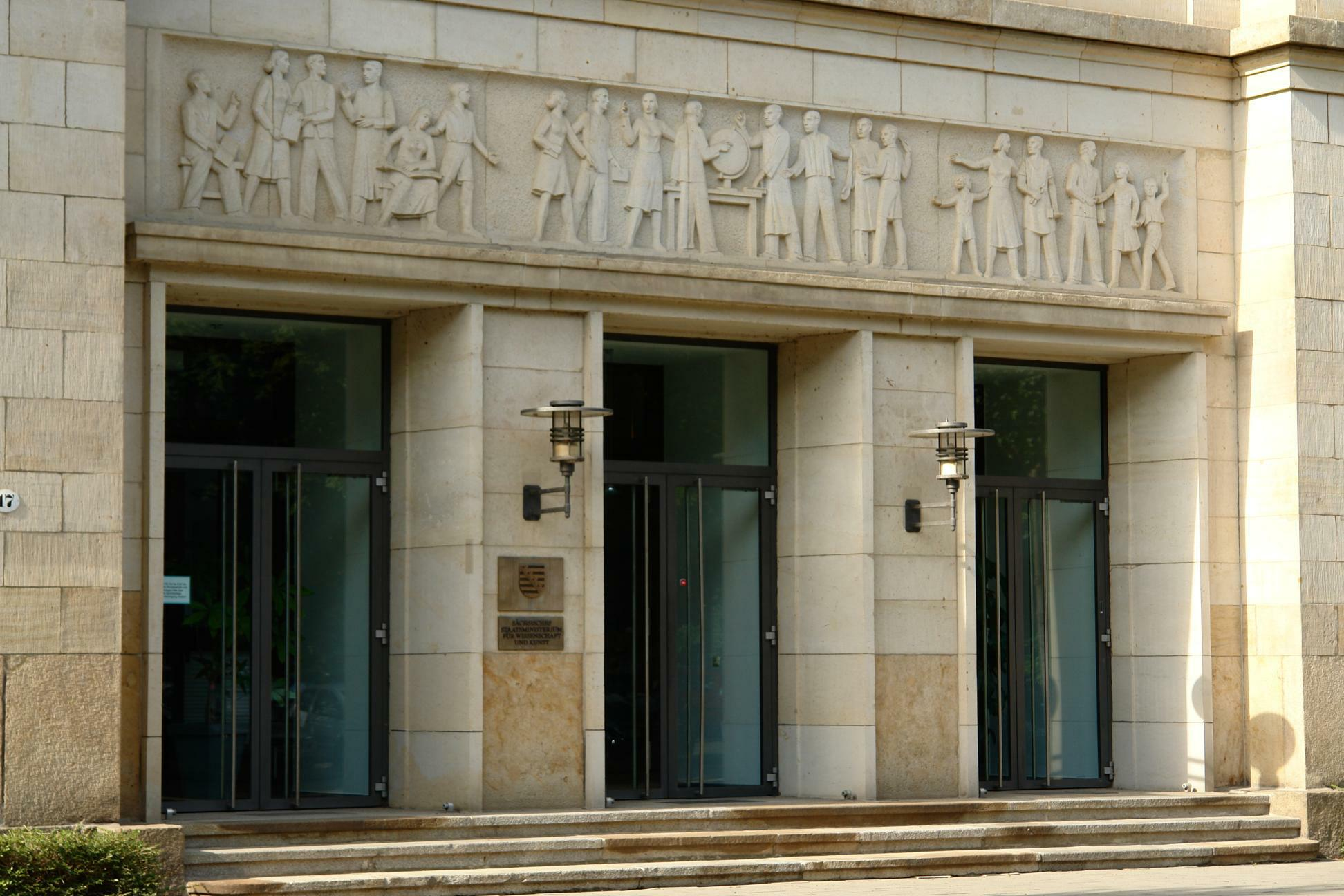
Volwahsen und Weiss schufen den Fries über dem Portal

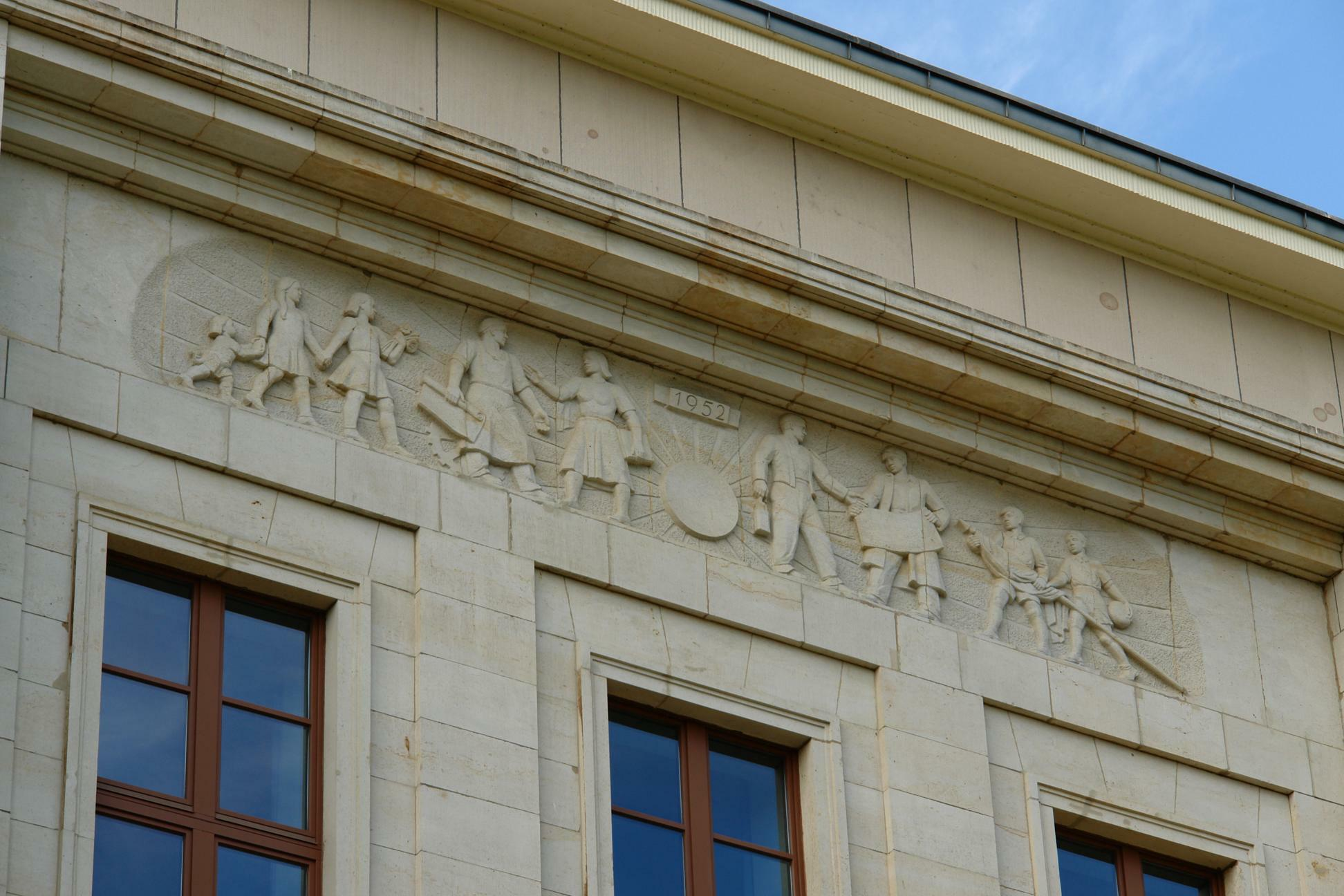
Oberes Fries von den Bildhauern Gressner, Löhner und Peters

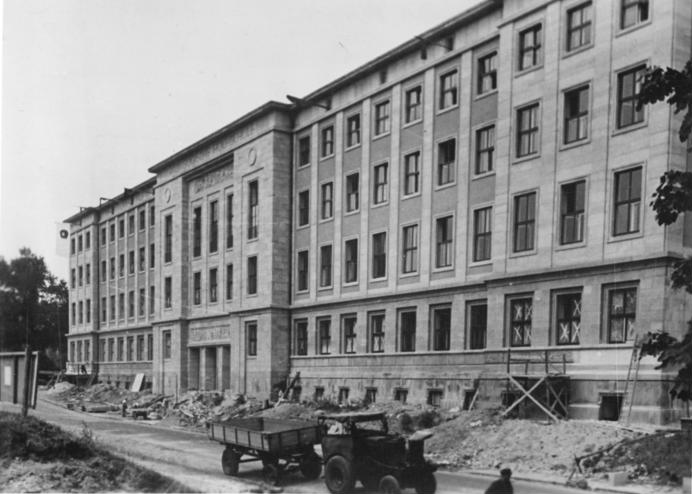
Das Gebäude des Staatsministeriums wurde als Institutsgebäude der Pädagogischen Hochschule errichtet.

Das Gebäude des Sächsischen Staatsministeriums für Wissenschaft und Kunst befindet sich im Regierungsviertel in der Inneren Neustadt in Dresden an der Wigardstraße 17 Ecke Archivstraße. Es ist „Bestandteil der Neustädter Elbsilhouette“ und wurde in „traditionelle[r] Bauweise“ im Stil des Sozialistischen Klassizismus errichtet. Ursprünglich als Hochschulgebäude errichtet, ist darin seit 1994 das Sächsische Staatsministerium für Wissenschaft und Kunst beheimatet.
Als eines der Kulturdenkmale der Dresdner Neustadt steht das Gebäude unter Denkmalschutz.

## Beschreibung
Das Gebäude des Staatsministeriums wurde 1951 als Institutsgebäude der Pädagogischen Hochschule Dresden an der Stelle der bei der Bombardierung im Februar 1945 zerstörten Dreikönigschule erbaut. Es bot Platz für 600 Studenten. Von dem Altbau wurden der erhaltene Grundriss, Keller- und Sockelgeschoss und die Gesamtgliederung übernommen, eine Tafel erinnert an die zerstörte Dreikönigschule. Der Neubau wurde von den Architekten Bernhard Klemm und Johannes Poppe als viergeschossiger Baukörper in „traditioneller Bauweise“ mit einer „Sandstein-Putzfassade“ in „schlichten spätklassizistischen Formen“ errichtet. Es stellt eine „neuzeitliche Weiterführung Dresdner Bauformen“ dar.
Der Mittelrisalit unterbricht die „gleichmäßige Gestaltung mit den durchgehenden Fensterbahnen“. Während die durchgehenden Fensterbahnen der Fassade die Horizontale betonen, unterstreicht der mittlere Risalit die Vertikale. Die seitlichen Vorsprünge heben sich dagegen kaum vom übrigen Baukörper ab. Der Mitteltrakt ist in Sandstein gegliedert worden. Kritisiert wurde seinerzeit die mangelhafte bauplastische Gliederung des Mitteltraktes und die Größe des Hauptgesimses, die nicht „maßstabsgerecht“ sei. „[E]ine weit bessere Gesamtwirkung des Gebäudes“ hätte dann das Resultat sein können.
Das an der Attika befindliche Relief wurde von den Bildhauern Kreßner, Löhner und Peters geschaffen. Der Fries weist mit seinen Kinderfiguren auf die einstige Funktion des Vorgängerbaues hin. Der Figurenfries am Portal des Institutsgebäudes der Pädagogischen Hochschule wurde von den Bildhauern Volwahsen und Weiss angebracht.